# Faffemont Isolated Grave
Faffemont Isolated Grave is een begraafplaats gelegen in de Franse plaats Combles (Somme). De militaire graven worden onderhouden door de Commonwealth War Graves Commission.
De begraafplaats telt 3 geïdentificeerde Gemenebest graven uit de Eerste Wereldoorlog.